# 3月9日 (曲)
「3月9日」（さんがつここのか）は、日本のロックバンド・レミオロメンのメジャー2作目（通算3作目）のシングル。

## 概要
- 前作「電話」から約7か月ぶりのシングル。
- 表題曲はAOKIホールディングス『AOKI』のCMソング及びTBS系列『Pooh!』のエンディングテーマに起用され、自身初のタイアップが付いた。また、翌年には沢尻エリカ主演のテレビドラマ『1リットルの涙』（フジテレビ）の劇中歌に[注 1]、2007年にはネスレ『キットカット』の旅立ち2007篇CMソングにも起用された[注 2][1]。
- 今作で『ミュージックステーション』に初出演を果たした[2]。
- オリコンチャート初登場11位を獲得。シングルとしては初のトップ20入りを果たした[注 3]。また、前述のテレビドラマ『1リットルの涙』の挿入歌に起用された「粉雪」のヒットを受けて翌年に再びオリコンチャート上位に浮上した[3]。さらに、シングルとしては初の月間チャート入りを果たし、日本レコード協会からゴールドディスク認定を受けている。
- プロモーションビデオにはブレイク前の堀北真希が女子高生役として出演している。

## 収録曲
| 全作詞・作曲: 藤巻亮太、全編曲: レミオロメン。 |            |          |            |      |
| #                                              | タイトル   | 作詞     | 作曲・編曲 | 時間 |
| 1.                                             | 「3月9日」 | 藤巻亮太 | 藤巻亮太   | 4:25 |
| 2.                                             | 「日曜日」 | 藤巻亮太 | 藤巻亮太   | 3:25 |
| 合計時間:                                      | 合計時間:  | 7:50     |            |      |

### 解説
「3月9日」
自主制作期の2002年3月9日に結婚式を挙げた友人のために制作された楽曲。歌詞に卒業の言葉はないが、その内容から後年「卒業ソング」の定番となった。

## 参加ミュージシャン
レミオロメン
- 藤巻亮太：Vocal & Guitar
- 神宮司治：Drums
- 前田啓介：Bass

## タイアップ
- AOKIホールディングス『AOKI』CMソング (#1)
- TBS系列情報バラエティ番組『Pooh!』エンディングテーマ (#1)
- フジテレビ系列火曜9時枠連続ドラマ『1リットルの涙』劇中歌 (#1)
- ネスレ『キットカット』旅立ち2007篇CMソング (#1)

## 収録アルバム
- ether [エーテル] (#1)
- 粉雪 (#1 3/9 with Quartet)
- 10th Anniversary Special CD BOX「Your Song」 (#1 10th Anniversary Ver.)

## 3月9日/パラダイム
「3月9日/パラダイム」（さんがつここのか/パラダイム）は、日本のロックバンド・レミオロメンの限定販売シングル。

### 概要
- 前作「太陽の下」から1年ぶりにして、初の両A面シングル。
- 2005年にネスレの子会社であるネスレコンフェクショナリーが設立したレーベル・breaktown LABELから発売されているキットカット+CD規格で数量限定販売されている企画の第4弾で、50万枚限定でコンビニエンスストアやスーパーマーケット、一部のCDショップで発売された[1][6]。
- 表題2曲目はネスレ『キットカット』の受験2007篇CMソングに起用された[1]。
- 特殊流通による作品のためオリコンチャートでは集計対象外。また、今作はオフィシャルサイトにも未掲載であり、表題2曲目は後発の全シングル・アルバムにも未収録となった。

### 収録曲
1. 3月9日 [4:25]
作詞・作曲：藤巻亮太
編曲：レミオロメン、小林武史
2. パラダイム [4:34]
作詞・作曲：藤巻亮太
編曲：レミオロメン、小林武史

### タイアップ
- ネスレ『キットカット』受験2007篇CMソング (#2)

## カバー
- 3月9日
  - 極東ラヴァーズオーケストラ（2007年発売のアルバム『デアイトワカレ: Graduation』に収録）
  - LOVERS ROCREW（2008年発売のアルバム『LOVERS POP Flower』に収録）
  - 音羽ゆりかご会（2009年発売のコンピレーション・アルバム『手紙・まあるいいのち〜卒業&合唱ソングコレクション〜』に収録）
  - 柴咲コウ （2016年発売のカバーアルバム『続こううたう』に収録[7]）
  - 藤巻亮太（2016年に大塚製薬「カロリーメイト」のCMソングに起用[8]、2019年発売の「RYOTA FUJIMAKI Acoustic Recordings 2000-2010」では別バージョンでカバー）
  - 東山奈央（2017年のアニメ『月がきれい』第6話挿入歌）
  - Uru (2020年発売のアルバム『オリオンブルー』(初回限定版B)に収録)
  - Crystal Kay（2021年発売のアルバム『I SING』に収録）
  - Little Glee Monster（2022年発売のシングル『Your Name』に収録）
  - 高城れに（2023年発売の配信アルバム『レニー来航!!／3月9日』に収録）